# Tamás Mellár
Tamás Mellár (* 18. březen 1954, Alsónyék) je maďarský ekonom, statistik, univerzitní pedagog a doktor Maďarské akademie věd (MTA). V letech 1998 a 2003 byl předsedou maďarského Centrálního statistického úřadu, v letech 2006 a 2007 byl zastupitelem města Pécs.
V parlamentních volbách 2018 byl zvolen nezávislým poslancem v jednomandátovém volebním obvodu Baranya 01. OEVK se sídlem v Pécs.

## Biografie
Narodil se roku 1954 v obci Alsónyék v župě Tolna v tehdejší Maďarské lidové republice. Od roku 1972 studoval na Janus Pannonius Tudományegyetem v Pécs, kde získal roku 1977 diplom z ekonomie. V roce 1981 získal titul doktor, roku 1991 titul kandidátus, od roku 2007 doktor MTA. Mezi lety 1988 a 1990 pobýval na Princetonské univerzitě v USA. V roce 1990 byl jmenován vědeckým ředitelem Privatizačního vědeckého institutu (Privatizációs Kutatóintézet), roku 1992 se stal hlavním poradcem Úřadu předsedy vlády (Miniszterelnöki Hivatal), kde působil až do příchodu nové vlády po volbách 1994. Poté se stal vyučujícím na Budapesti Közgazdaságtudományi Egyetem (dnes Budapesti Corvinus Egyetem). Roku 1998 byl jmenován předsedou Centrálního statistického úřadu (Központi Statisztikai Hivatal), pro který pracoval až do roku 2003. Od roku 2007 působí na Pécsi Tudományegyetem v Pécs. Je autorem více než 180 odborných článků a napsal, nebo je spoluautorem u 5 odborných učebnic.

## Politická kariéra
V roce 1989 se stal členem Maďarského demokratické fóra. Mezi lety 1996 a 1998 byl členem celostátního stranického výboru, ale později ze MDF vystoupil. V komunálních volbách 2006 byl zvolen za Fidesz–MPSZ do zastupitelstva města s župním právem Pécs, ale o rok později z mandátu odstoupil.
V parlamentních volbách 2018 kandidoval jako nezávislý v jednomandátovém volebním obvodu č. 1. župy Baranya se sídlem v Pécs (Baranya 01. OEVK). Podporu mu vyjádřily i opoziční strany MSZP, DK, Párbeszéd, Együtt, které v tomto obvodu vlastního kandidáta nepostavily. Jako jediný nezávislý kandidát ve 106 OEVK obvodech uspěl a stal se poslancem Zemského sněmu v 8. volebním období (2018-2022).

### Parlamentní volby 2018
Tabulka ukazuje výsledky volby poslance ze dne 8. dubna 2018 v jednomandátovém volebním obvodu Baranya 01. OEVK.
|                                                  | Jméno kandidáta                                  | Strana                                           | Počet hlasů | Poměr hlasů (%) |     | Poznámka                               |
| ------------------------------------------------ | ------------------------------------------------ | ------------------------------------------------ | ----------- | --------------- | --- | -------------------------------------- |
| 1.                                               | Tamás Mellár                                     | nezávislý kandidát                               | 20 219      | 38,7            | Ano | s podporou MSZP, DK, Párbeszéd, Együtt |
| 2.                                               | Péter Csizi                                      | Fidesz—KDNP                                      | 19 629      | 37,58           | Ne  | neobhájil mandát z voleb 2014          |
| 3.                                               | Gábor Fogarasi                                   | Jobbik                                           | 7 421       | 14,21           | Ne  |                                        |
| 4.                                               | László Lóránt Keresztes                          | LMP                                              | 2 813       | 5,38            | Ne  |                                        |
| 5.–9. ostatní kandidáti (MIÉP, MKKP, MoMo, SZEM) | 5.–9. ostatní kandidáti (MIÉP, MKKP, MoMo, SZEM) | 5.–9. ostatní kandidáti (MIÉP, MKKP, MoMo, SZEM) | 2 157       | 2,21            | Ne  |                                        |
| neplatné hlasy                                   | neplatné hlasy                                   | neplatné hlasy                                   | 411         | 0,78            |     |                                        |
| CELKEM:                                          | CELKEM:                                          | CELKEM:                                          | 52 650      | 100             | 1   | VOLEBNÍ ÚČAST: 70.99 %                 |

## Ocenění
- Signum Auereum díj (Miskolci Egyetem, 2000)
- Popovics Sándor-díj (Magyar Nemzeti Bank, 2005)

## Publikace
- Az érték átalakulása termelési árrá avagy Az ún. transzformációs probléma; JPTE, Pécs, 1982
- Paradigmán kívül és belül. Tanulmánykötet Zinhóber Ferenc professzor tiszteletére; szerk. Mellár Tamás; JPTE Közgazdaságtudományi Kara, Pécs, 1987
- A beruházások és a fogyasztási javak piacának kapcsolata; MTA Közgazdaságtudományi Intézete, Budapest, 1987
- Monetary and Fiscal Policy in Hungary: Past, Present and Future (könyvfejezet, 1991)
- A privatizáció tapasztalatai Magyarországon. Válogatás a Privatizációs Kutatóintézet tanulmányaiból; szerk. Mellár Tamás; Tulajdon Alapítvány–Privatizációs Kutatóintézet, Bp., 1992 (Lábadozásunk évei)
- Stabilizáció, privatizáció, egyensúly (1994)
- Rendszerváltás és stabilizáció. A piacgazdasági átmenet első évei; összeáll. Mellár Tamás; Magyar Trendkutató Központ, Budapest, 1995 (Az átmenet trendjei)
- Adalékok a magyar gazdaságpolitikai dilemmák megoldásához; szerk. Mellár Tamás; BKTE, Budapest, 1996 (Kutatási beszámolók. Budapesti Közgazdaságtudományi Egyetem Közszolgálati Tanulmányi Központ)
- Alkalmazott makroökonómia. Gazdálkodástani doktori program; JPTE Közgazdaságtudományi Kar, Pécs, 1997
- Az infláció a gazdaságpolitika szolgálatában (Rappai Gáborral, 1998)
- Dinamikus makromodellek a magyar gazdaságra (2003)
- Comments on Debt Dynamics (2003)
- A piaci rendszer: cél vagy eszköz? A harmadik út védelmében (2005)
- Péter Ákos Bod–Tamás Mellár–Gabriella Vukovich: Fehér könyv. Magyarország állapotáról; Szövetség a Polgári Magyarországért Alapítvány, Budapest, 2006
- Gazdaságpolitika makroszemléletben (2008)
- Válaszút előtt a makroökonómia? (2010)
- Szemben az árral. Rendhagyó közgazdasági előadások; Akadémiai, Budapest, 2015